# Expedition 62
Expedition 62 är den 62:e expeditionen till Internationella rymdstationen (ISS). Expeditionen började den 6 februari 2020 då delar av Expedition 61s besättning återvände till jorden med Sojuz MS-13.
Anatolij Ivanisjin, Ivan Vagner och Christopher J. Cassidy anlände till stationen med Sojuz MS-16, den 9 april 2020.
Expeditionen avslutades den 17 april 2020 då Sojuz MS-15 lämnade rymdstationen.

## Besättning
| Position       | Första delen (6 februari - 9 april 2020)    | Andra delen (9 april - 17 april 2020)             |
| -------------- | ------------------------------------------- | ------------------------------------------------- |
| Befälhavare    | Oleg Skripotjka, RSA Hans tredje rymdfärd   | Oleg Skripotjka, RSA Hans tredje rymdfärd         |
| Flygingenjör 1 | Jessica Meir, NASA Hennes första rymdfärd   | Jessica Meir, NASA Hennes första rymdfärd         |
| Flygingenjör 2 | Andrew R. Morgan, NASA Hans första rymdfärd | Andrew R. Morgan, NASA Hans första rymdfärd       |
| Flygingenjör 3 |                                             | Anatolij Ivanisjin, RSA Hans tredje rymdfärd      |
| Flygingenjör 4 |                                             | Ivan Vagner, RSA Hans första rymdfärd             |
| Flygingenjör 5 |                                             | Christopher J. Cassidy, NASA Hans tredje rymdfärd |